# Piazza IV Novembre
La Piazza IV Novembre est une place située dans le centre historique de Pérouse. Le nom de la place est un rappel du jour de la victoire de la Première Guerre mondiale et de la fin des hostilités pour l'Italie.
La place asymétrique s'ouvre à la convergence des cinq axes routiers qui structurent la ville médiévale. Elle a représenté à toutes les époques le lieu privilégié des fonctions urbaines. À cet endroit se trouvait l'ancien forum romain et on y trouve des monuments préservés, liés au tracé urbain de la cité étrusco-romaine et à la Renaissance.

## Histoire
Déjà site de l'ancien Forum romain, l'endroit est devenu au début du Moyen Âge le point convergent et de départ des cinq principales rues de la ville, le « Vie Regali  ». Au Xe siècle, le siège épiscopal a été transféré dans le nouveau temple San Lorenzo et la place est devenue l'espace représentatif du pouvoir politico-religieux, rôle confirmé par l'installation des bâtiments du gouvernement municipal.
Le tracé actuel de la place est celui défini avec la restructuration du « Platea Comunis  » ou « Magna  », espace compris entre la cathédrale et l'actuelle Piazza della Repubblica, voulue par la Municipalité et mise en œuvre entre le  XIIIe et le XVe siècle, selon un projet urbain visant à réaménager l'acropole de la ville, pivot de la vie collective de la société municipale. L'intervention s'est concentrée sur l'agrandissement de la cathédrale San Lorenzo et la construction du Palazzo dei Priori . La place a changé d'aspect en 1591 lorsque le légat papal Domenico Pinelli a ouvert une nouvelle route d'accès plus large (l'actuelle Via Calderini). La place qui est caractérisée par les pentes naturelles du terrain est surplombée par les principaux monuments de la ville.

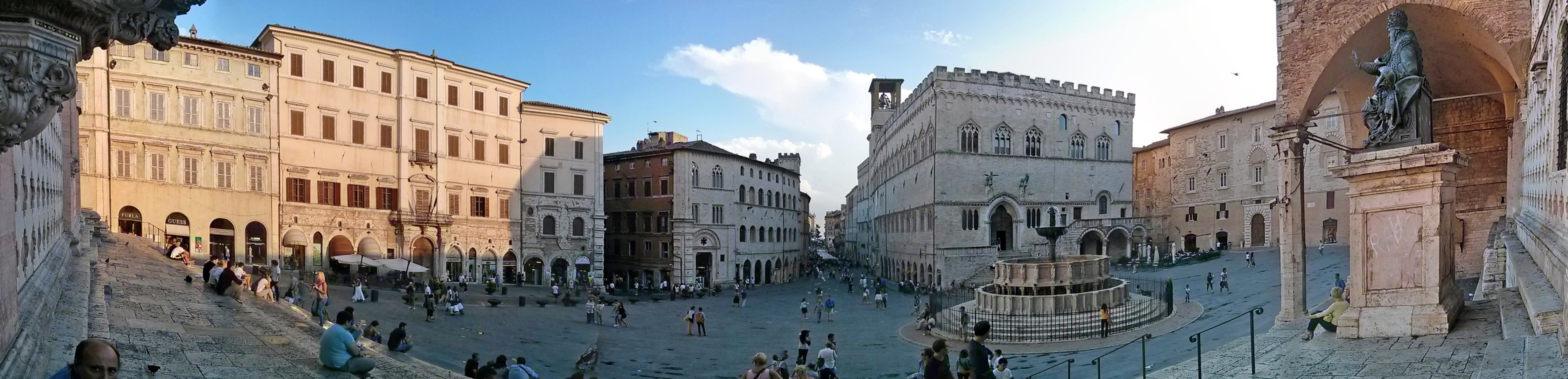
La place vue depuis la cathédrale, avec vue sur le Corso Vannucci

## Monuments

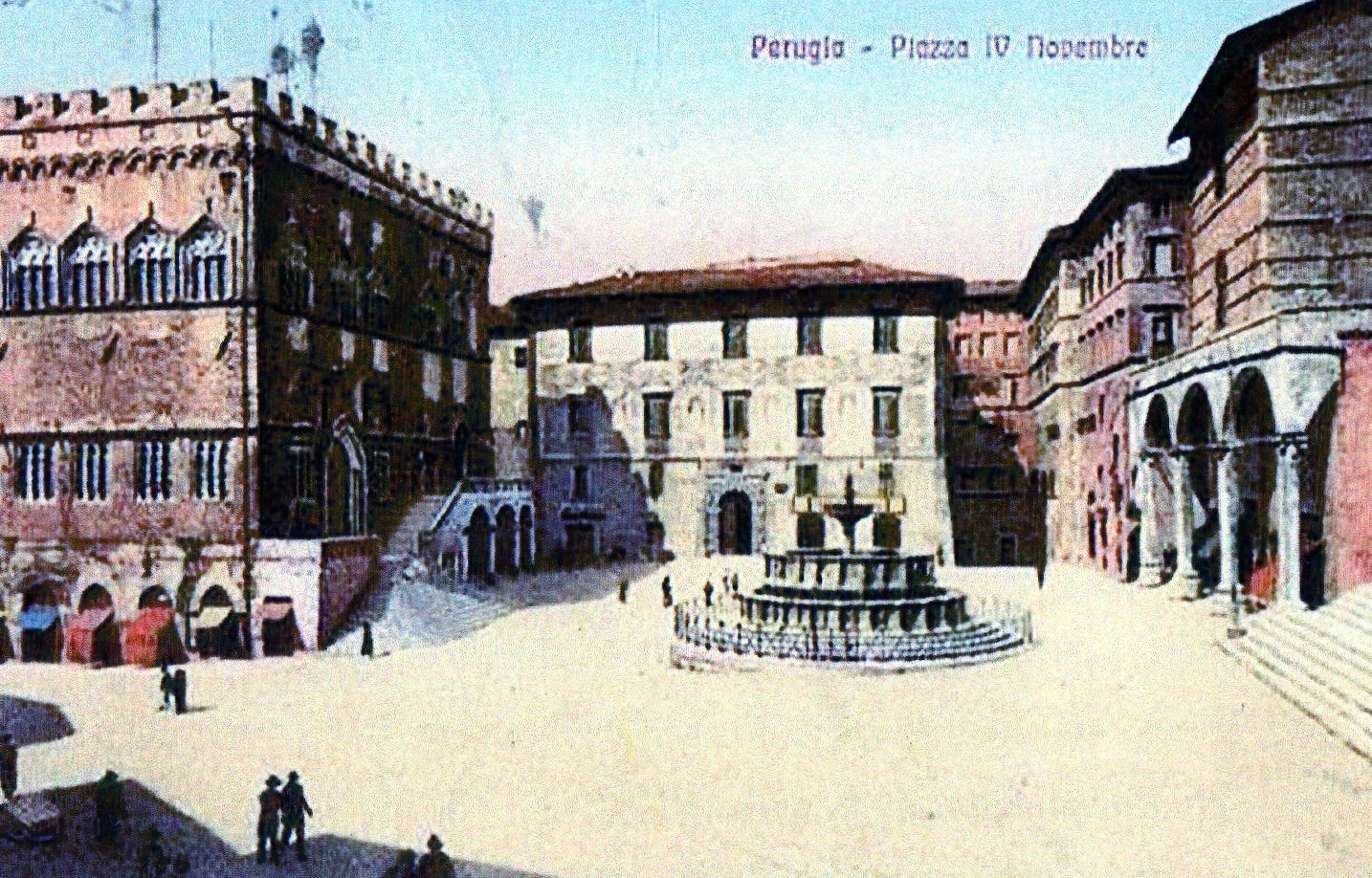
La place dans les années 1940.

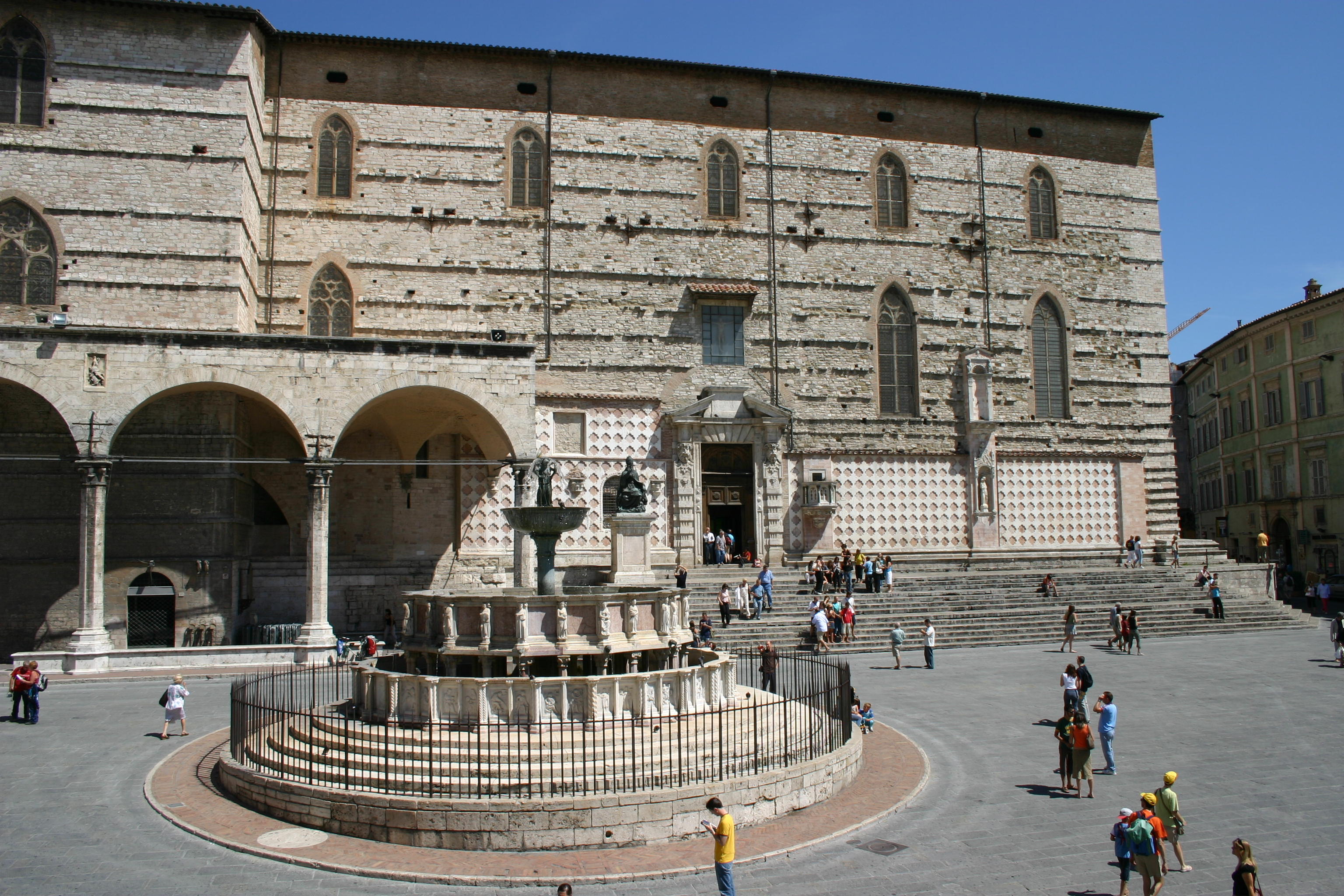
Cathédrale San Lorenzo et la Fontana Maggiore.

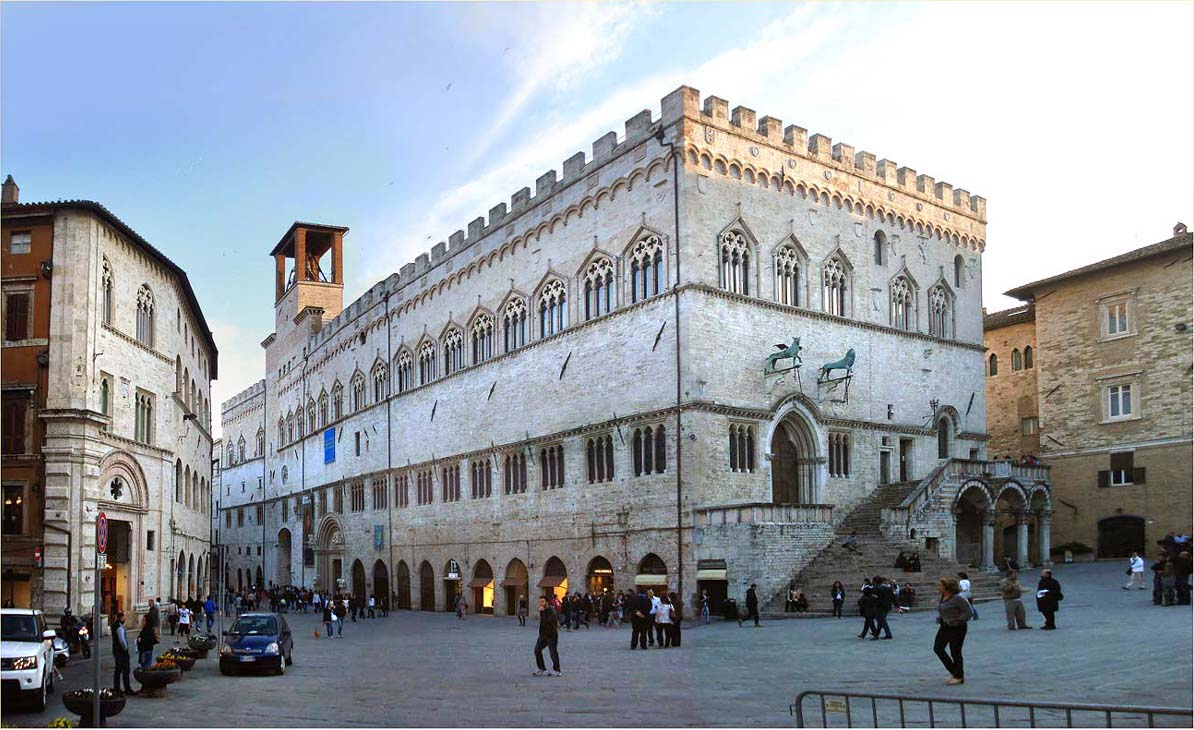
Palazzo dei Priori.

### Fontana Maggiore
Au centre de la place se trouve la Fontana Maggiore. Œuvre de la seconde moitié du XIIIe siècle de Nicola et Giovanni Pisano pour la conception et la décoration, avec la collaboration technique et architecturale de Fra Bevignate et de Boninsegna Veneziano pour la partie hydraulique. Les décorations évoquent, dans un message iconologique complexe, le programme politique et culturel de la municipalité de Pérouse.

### Cathédrale San Lorenzo
Sur la place, en haut d'une volée de marches se trouve le flanc de la cathédrale San Lorenzo montrant le précieux marbre rose. Le portail en travertin conçu par Galeazzo Alessi est de Ippolito Scalza. L'édicule abrite un crucifix de Polidoro Ciburri placé en 1540, emblème de la résistance de Pérouse dans la guerre du sel contre le pape Paul III. À gauche du portail se trouve une statue en bronze du pape Jules III réalisée par Vincenzo Danti, tandis que sur le côté droit se trouve une précieuse chaire du XVe siècle, connue sous le nom de « chaire de Saint Bernardino da Siena » d'où le saint a prêché à de nombreuses reprises en 1425 et 1427.

### Palazzo dei Priori
Sur le côté opposé se trouve le Palazzo dei Priori, un exemple d'architecture gothique. L'articulation des volumes, les asymétries et l'irrégularité du tracé, mettent en évidence la longue phase de construction, qui a duré de 1293-1297 à 1443 et l'utilisation de structures de bâtiments préexistants. Le palais est le siège de la municipalité de Pérouse et de la Galerie nationale de l'Ombrie. L'escalier en éventail mène à un grand portail qui donne accès à la Sala dei Notari. Au sommet  se trouvent des copies du griffon de Pérouse et du lion guelfe, les deux symboles de la ville, dont les originaux se trouvent à l'intérieur du palais. Le Palazzo dei Priori s'étend le long du Corso Vannucci. Au rez-de-chaussée se trouvent la  Sala del Collegio della Mercanzia et le Collegio del Cambio.

## Événements
Piazza IV Novembre est le cadre des concerts d'été du Festival de Jazz de l'Ombrie. 
En automne, elle devient le lieu de la Foire des morts, un événement traditionnel qui se tient chaque année depuis 1260, en conjonction avec la fête de la Toussaint et  d'Eurochocolate, foire au chocolat née en 1994. En juin, il y a aussi Pérouse 1416, une commémoration historique en costume de la prise de la ville par  Braccio Fortebracci.

## Distinction
En mai 2018, la place est classée parmi les 10 plus belles places d'Italie.